# Davejonesia
Davejonesia es un género que tiene asignadas tres especies de orquídeas epífitas. Ha sido separado del género Dendrobium. Se encuentra en la costa noreste de Australia.

## Descripción
Las especies son orquídeas muy pequeñas epífitas con rizomas ramificados y hojas gruesas, carnosas, ovales a oblongas. la inflorescencia con unas flores pequeñas de color blanco, rosa y amarillo y fragantes.

## Distribución y hábitat
Estas especies crecen sobre los árboles en los bosques montanos de las selvas tropicales y en las zonas subtropicaesl y tropicales de la costa este de Australia, principalmente en Queensland.

## Sinonimia
- Segregadas de Dendrobium Sw. secc. Rhizobium

## Etimología
El nombre de Davejonesia fue otorgado en honor de David Lloyd Jones (1944-), botánico australiano.

## Taxonomía
Con especies de Dendrobium sección Rhizobium separado del género Dendrobium por Clements y D.L.Jones en 2002.
El género cuenta actualmente con tres especies. La especie tipo es Davejonesia lichenastra.

## Especies
- Davejonesia aurantiacopurpurea  (Nicholls) M.A.Clem. (2002)
- Davejonesia lichenastra  (F.Muell.) M.A.Clem. (2002)
- Davejonesia prenticei  (F.Muell.) M.A.Clem. (2002)